# ژاتای
ژاتای (به لاتین: Zhatay) یک شهرک در روسیه است که در جمهوری یاقوتستان واقع شده‌است.